# 木下浩行
木下 浩行（きのした ひろゆき、1968年10月23日 - ）は、日本の実業家。飲食店の直営店経営とフランチャイズ本部を事業内容とする、株式会社A store planningの創業者で代表取締役社長。大阪府生まれ。
大阪府寝屋川市の鉄板鍋専門店「鉄板鍋きのした」 （現在は「本家本元木下家」に改名）創業者。「鉄板鍋づくし」「焼肉ホルモンにくろう」のFC本部を営む。その他、焼肉店を多数展開に加え、つけ麺専門店、魚ビストロ、地鶏料理店、ジンギスカン専門店、トンカツ専門店などの運営・プロデュースを行っている。
4人兄弟の次男。弟は松竹芸能お笑いコンビ「TKO」の木下隆行。共にFM大阪、毎週朝5時からの番組「朝からあげciao!」のメインパーソナリティ。
大阪府立四條畷北高等学校（現大阪府立北かわち皐が丘高等学校）第2期生で、吉本興業の山口智充とは同級生。生徒会長を務める。